# Voldmestergade
Voldmestergade er en gade i Kartoffelrækkerne i København, som strækker sig mellem Øster Farimagsgade og Øster Søgade.
Gaden er opkaldt efter Johan Gottlobb Reeh (1789-1877), der var voldmester og havde opsyn med voldene og terrænet foran dem. Reeh var også en pioner inden for kartoffeldyrkning, og hans jord, som lå i området, blev i 1870'erne solgt til opførelse af arbejderboliger, der senere blev kendt som Kartoffelrækkerne. På grund af hans tidlige dyrkning af kartofler blev han kaldt "Kartoffelmanden."